# Солдатська слобідка (Житомир)
Солдатська слобідка — історична місцевість Житомира, в минулому являла собою хутір.

## Розташування
Солдатська слобідка розташована на південно-східній околиці Житомира, в межах Корольовського адміністративного району. Знаходиться вздовж вулиці Івана Гонти, між колишньою хутряною фабрикою та Комерційною вулицею. Із заходу обмежена річкою Великою Путятинкою (нині протікає в трубопроводі), з півдня річкою Тетерів. Із заходу та півночі до Солдатської слобідки примикає історична місцевість, колишній хутір Друга Смолянка; зі сходу та південного сходу — колишнє село, а нині місцевість Станишівський Поруб. На території колишньої слобідки знаходяться 1-й — 5-й Смолянські провулки, провулок Івана Гонти.

## Історичні відомості
Слобідка виникла вздовж старої дороги на Станишівку та Кодню наприкінці ХІХ ст. як компактне поселення відставних нижніх чинів Житомирського гарнізону, яким було надано певні свободи.
У 1928 році — населений пункт (хутір) Станишівської сільської ради Іванківського району Волинської округи. Станом на 1941 року як окремий населений пункт на обліку не перебуває. 
До 1971 року територія хутора частково входила до Станишівської сільської ради. Частина колишньої Солдатської слобідки включена до міста до 1950-х років: 1-й, 2-й, 3-й, частково 4-й Смолянські провулки виникли й отримали назви в 1952 році; були забудовані робітниками і службовцями м'ясокомбінату, птахокомбінату, овчинно-шубного заводу, музичної фабрики. До 1971 року 4-й Смолянський провулок став межею між Житомиром і селом Станишівський Поруб. До міста Житомира відносився лівий непарний (західний) бік 4-го Смолянського провулка. До села Станишівський Поруб був адресований парний (східний) бік провулка. 
У 1971 році разом із селом Станишівський Поруб, східна частина колишнього хутора (4-й та 5-й Смолянські провулки, ділянка нинішньої вулиці Івана Гонти) вилучена зі складу Станишівської сільради та приєднана до міста Житомира.
У 1981 році крізь колишню слобідку почав курсувати тролейбус (до паперової фабрики).